# Petter Andersen
Petter Andersen (ur. 2 stycznia 1974 w Oslo) – norweski łyżwiarz szybki, dwukrotny medalista mistrzostw świata.

## Kariera
Największe sukcesy na arenie międzynarodowej Petter Andersen osiągnął w 2005 roku, kiedy zdobył dwa medale podczas dystansowych mistrzostw świata w Inzell. W biegu na 1500 m zajął trzecie miejsce, przegrywając tylko ze swym rodakiem Evenem Wettenem i Janem Bosem z Holandii. Na tych samych mistrzostwach wspólnie z Oddem Borgersenem i Eskilem Ervikiem zdobył też brązowy medal w biegu drużynowym. Były to jedyne medale wywalczone przez niego na imprezie tej rangi. Był też między innymi piąty na wielobojowych mistrzostwach Europy w Erfurcie w 2002 roku. Trzykrotnie stawał na podium zawodów Pucharu Świata, za każdym razem na najwyższym stopniu: 19 lutego 2000 roku w Heerenveen oraz 10 lutego 2001 roku w Berlinie wygrywał biegi na 1500 m, a 30 stycznia 2005 roku w Baselga di Pinè razem z kolegami z reprezentacji wygrał bieg drużynowy. Najlepsze wyniki w zawodach tego cyklu osiągał w sezonie 1999/2000, kiedy był czwarty w klasyfikacji końcowej 1500 m. W 2002 roku wziął udział w igrzyskach olimpijskich w Salt Lake City, gdzie był dwudziesty na 1500 m, a w biegu na 1000 m zajął 28. miejsce. Na rozgrywanych cztery lata później igrzyskach w Turynie zajął odpowiednio siódme i siedemnaste miejsce. W 2006 roku zakończył karierę.